# 賀茂泉酒造
賀茂泉酒造株式会社（かもいずみしゅぞう）とは、広島県東広島市西条上市町にある日本酒醸造会社である。創立は、1912年（大正元年）。現在の会社名になったのは、1963年（昭和38年）である。
社名の由来は、現西条地区付近のかつての名称「賀茂」と、当蔵所有の山林にある山陽道の名水「茗荷清水」を仕込水として使ったことから、「賀茂泉」と名づけられた。

## 歴史
- 1912年（大正元年） 前垣壽一によって創立される
- 1939年（昭和14年） 福正酒造合資会社を設立
- 1963年（昭和38年） 備後酒造株式会社を合併
- 1963年（昭和38年）同年、社名を「賀茂泉酒造株式会社」に改める
- 1964年（昭和39年） 前垣壽三が代表取締役社長に就任
- 1965年（昭和40年） 純米酒醸造開発に着手
- 1971年（昭和46年） 純米醸造「本仕込 賀茂泉」発売
- 1973年（昭和48年） 全国15の蔵と共に「純粋日本酒協会」を設立
- 1989年（平成元年） 前垣壽男が代表取締役社長に就任
- 1992年（平成4年） 最新設備を整えた醸造蔵「延寿蔵」が完成する
- 2019年（令和元年） 前垣壽宏（現社長）が代表取締役社長に就任

## 純米醸造の賀茂泉
純米醸造とは「米、米麹、水」だけで作られた清酒のことであり、1943年（昭和18年）に政府が清酒へのアルコール添加を認めるまで、日本酒造りの本来の形であった。
太平洋戦争中から戦後にかけての、深刻な物資不足に伴い、増量目的のアルコール添加（三増酒）が盛んに行われるようになり、次第に手間と費用がかかる純米醸造は、忘れ去られていった。しかし、高度経済成長期に沸く1965年（昭和40年）頃から、全国の蔵元で、かつて行われた米と米麹だけの酒造りの復興を目指す動きが見え始めていた。
賀茂泉でも、二代目社長、前垣壽三により、1965年（昭和40年）から純米酒の試験醸造を開始。杜氏の増田幸夫の研究努力もあり、1971年（昭和46年）にようやく、純米醸造「本仕込 賀茂泉」を発売するに至った。
当時は、まだ「特定名称酒」の制度もなく、無添加酒と呼んでいた。その後、特定名称酒の制度ができ、純米酒、純米吟醸酒などの呼び方が一般的となり、全国の蔵に広がっていった。賀茂泉では1973年（昭和48年）に、全国15の蔵と共に、純米醸造酒の普及と啓蒙のため「純粋日本酒協会」を設立するなど、戦後純米醸造の、パイオニア的存在として位置付けられている。

## 観光見学等の案内

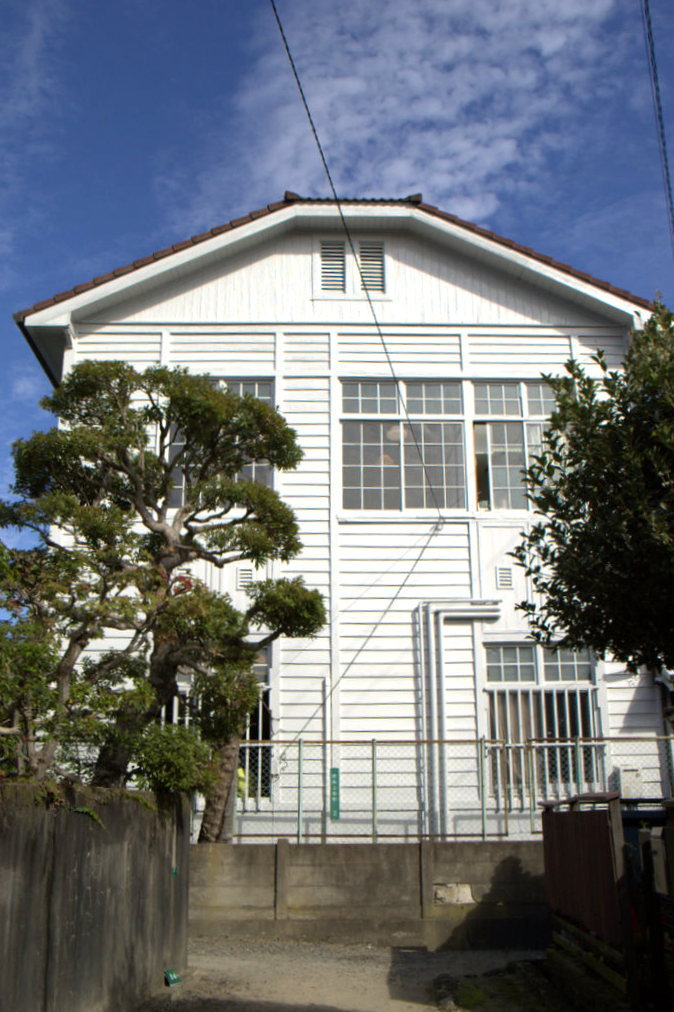
酒泉館

### 賀茂泉酒造
賀茂泉酒造は、酒造通りの東側に位置しており、蔵周辺の古民家も非常に趣がある。現在の醸造蔵は1992年（平成4年）に新築され、最新設備を整えている。旧県立醸造支場も隣接しており、歴史的な建造物も見学することができる。

### 酒泉館
原則として毎週土・日・祝日には、賀茂泉酒造の敷地内にある旧県立醸造支場を改築した、お酒喫茶「酒泉館」が営業している。1929年（昭和4年）に建造された木造建築で、レトロな雰囲気の中、賀茂泉の酒について賀茂泉君(ロボホン)が説明するほか、飲み比べや、スイーツなどを楽しむことができる。

### 藍泉館
酒泉館に隣接した「藍泉館」では、藍染を体験できる工房がある。藍染にかかる所要時間は30分ほどで、オリジナル藍染を作ることができる。工房は酒泉館営業中はいつでも見学することができるが、藍染体験には電話での事前予約が必要で、担当者不在時には体験できない。

### 賀茂泉館
JR西条駅前にある「賀茂泉館」は、西条酒を中心とした酒と食文化の発信基地。4階建ての建物うち、1～3階はテナントとして飲食店が入居している。4階が賀茂泉酒造直営の「泉ホール」と呼ばれる多目的ホール。利用には電話またはWebの予約お申込フォームからの事前予約が必要。

## 商品一覧
大吟醸
- 壽
- しづく酒
- 大吟醸賀茂泉
- 延寿
- 大古酒
- 造賀大吟醸賀茂泉
- 大吟醸原酒

純米大吟醸
- 白寿
- 純米大吟醸 賀茂泉
- 長寿
- 純米大吟醸生酒

純米吟醸
- 朱泉本仕込
- 緑泉本仕込
- 山吹色の酒
- 純米吟醸 古酒
- 安芸雅
- 純米吟醸ひとくち銘醸蔵
- いけないお酒

純米酒
- ばんしゃく
- 好きです純米酒
- 造賀山田錦 特別純米原酒
- 純米及川

純米酒（低アルコール）
- あ、不思議なお酒
- NAO

本醸造酒
- 天酒
- 本醸造 賀茂泉
- 安芸の酒
- 本醸造 ひとくち銘醸蔵
- のもうや

普通酒
- 朱泉普通酒
- 朱泉紙パック
- 朱泉徳利瓶
- 朱泉瓶カップ
- 緑泉普通酒
- 緑泉紙パック
- 緑泉紙カップ
- 角樽

リキュール類（ライスパワーエキス配合）
- 米米酒
- ぴいち（P－1）
- れもん

リキュール類
- 純米梅酒